# Boletín y elegía de las mitas
Boletín y elegía de las mitas es un poema anticolonialista del escritor ecuatoriano César Dávila Andrade, publicado por primera en vez en 1959. Es considerado el poema insignia del poeta,  además de uno de los más importantes de la literatura ecuatoriana.
El poema relata el sufrimiento y la lucha de los indígenas ecuatorianos obligados a trabajar sin remuneración bajo el sistema de las mitas durante la época colonial. Dávila rememora el nombre de decenas de indígenas olvidados por la historia y su clamor por recuperar las tierras que desde tiempos ancestrales les habían pertenecido, así como su llamado a Pachacámac para que termine con la opresión.
Ha sido adaptado al teatro y a cantatas. Una de las adaptaciones más reconocidas es la que estrenó en 1967 el director Fabio Paccioni, que contó con escenografía creada por el pintor Oswaldo Guayasamín. Del lado de las cantatas, la más famosa es la realizada por el compositor Edgar Palacios Rodríguez.

## Composición y publicación
La idea del poema nació a raíz de la lectura por parte de Dávila de Las mitas en la Real Audiencia de Quito, libro documental de Aquiles Pérez en que se explicaba con detalle el funcionamiento del sistema semiesclavista de las mitas. A partir de la información del libro, el autor escribió los 286 versos del poema, incluyendo varios nombres de indígenas del libro y alterando ligeramente otros.
Dávila presentó el poema en 1959 para la primera edición del Concurso Nacional de Poesía Ismael Pérez Pazmiño, donde obtuvo el segundo lugar. De acuerdo al escritor Jorge Dávila Vázquez, Boletín y elegía de las mitas no obtuvo el primer lugar en el concurso debido a la enemistad de Dávila con uno de los jueces del mismo.

## Análisis
Boletín y elegía de las mitas es considerado el poema más realizado de la etapa de madurez de Dávila, conocido como el periodo "experimental-telúrico". Su temática está enmarcada dentro de la literatura de protesta social a la que se adscribieron la mayoría de escritores ecuatorianos de décadas pasadas, aunque no dentro del género de la poesía.
El poema expresa la ira y el dolor de los indígenas explotados valiéndose de los géneros épico y lírico, contando con una marcada influencia del Canto General de Pablo Neruda. Las estrofas en que el autor utiliza la épica son en general los que se refieren a los indígenas como un todo, mientras que la lírica es usada para denunciar los abusos contra el narrador o un tercero.
Para transmitir la idea del mestizaje del pueblo indígena, el autor mezcla constantemente el español con el quichua, además de utilizar figuras literarias como la elipsis, que captura el modo de hablar de varios grupos nativos causado por la falta de artículos y preposiciones en su idioma originario. Otro recurso bastante usado en el poema son los arcaísmos.